# Roc del Tabal
Roc del Tabal är ett bergspass i Spanien.   Det ligger i provinsen Província de Girona och regionen Katalonien, i den östra delen av landet, 600 km öster om huvudstaden Madrid. Roc del Tabal ligger 1 367 meter över havet.
Terrängen runt Roc del Tabal är huvudsakligen lite bergig. Roc del Tabal ligger uppe på en höjd. Runt Roc del Tabal är det ganska tätbefolkat, med 54 invånare per kvadratkilometer. Närmaste större samhälle är Olot, 18,5 km söder om Roc del Tabal. I omgivningarna runt Roc del Tabal växer i huvudsak blandskog.